# بالینووتسی
بالینووتسی (به بلغاری: Balinovtsi) یک منطقهٔ مسکونی در بلغارستان است که در شهرستان گابروو واقع شده‌است.